# Битва у Асаке
Би‌тва у Аса‌ке — боевые столкновения между силами Худояр-хана с одной стороны и кыргыз-кыпчаков во главе с Алимкулом с другой. Самые серьёзные столкновения произошли в Асака, Андижане и Шахрихане. Боевые столкновения происходили в июне 1862 года.

## Предыстория
В феврале 1862 года был убит Малла-хан, после чего в ханстве началось двоевластие, приведшее к гражданской войне внутри ханства. Ханом в Ташкенте был назначен Худояр-хан, а в Коканде — Шахмурад-хан.
Сторонники Шахмурада направились в Ташкент и осадили город. Город взять не получилось, а выступление эмира Музаффара из Бухары, по просьбе Худояра заставило кыргыз-кыпчаков снять осаду и спешно вернуться в столицу.
В Коканде вспыхнуло восстание, Алимкулу и Шадман-ходже пришлось отступить. Худояр-хан занял столицу. Взяв Коканд, Худояр отправил эмиру послание, давая ему понять, что после взятия Коканда он в эмире больше не нуждается.

## Битва
Тогда Худояръ, много расчитывавшій на поддержку со стороны эмира, собралъ кое-какія военныя силы и двинулся съ ними на инсургентовъ. Они сошлись гдѣ-то около Ассаке. Увѣряютъ, что Алимъ-Кулъ совсѣмъ уже было рѣшился идти на мировую, когда Худояровскіе нукера пошли въ атаку. Алимъ-Кулъ отвѣтилъ контръ-атакой и большая часть ханскихъ войскъ была обращена имъ въ бѣгство.
Обрадовавшись успехом, Худояр забыл распорядиться погоней за кыргыз-кыпчаками. Благодаря этому около Алимкула собралось несколько тысяч воинов.
Алимкул направился в Асаке, тогда Худояр, много рассчитывавший на поддержку эмира, собрал кое-какие военные силы и двинулся с ними на кыргыз-кыпчаков. Они сошлись около Асаке. Алимкул совсем уже было решился на мир, когда худояровские нукеры пошли в атаку. Алимкул ответил контратакой и большая часть ханских войск была обращена в бегство.

## Последствия
В Коканде  отношение к Худояру было, похоже, неоднозначным. Например, Абу Убайдуллах Ташканди говорит, что аксакалы города, разочаровавшись в Худояр-хане, послали письмо Алимкулу и Шадман-ходже, предлагая им идти в Коканд и обещали открыть ворота. Руководители оппозиции этим предложением воспользовались. Не слишком удачно проявив себя на поле брани, Худояр отошёл к Маргилану. Война затянулась. 

### Книги
- Бейсембиев Т. К. Кокандская историография. Исследование по источниковедению Средней Азии XVIII-XIX веков. — Алматы: TOO «Print-S», 2009. — 1263 с. — ISBN 9965-482-84-5.
- Набиев Р.Н. Из истории Кокандского ханства (феодальное хозяйство Худояр-хана). — Ташкент: Изд-во ФАН Узбекской ССР, 1973. — 387 с.
- Наливкин В. Краткая история Кокандского ханства. — Казань, 1886. — 215 с.
- Б.М. Бабаджанов. Кокандское ханство: власть, политика, религия. — Токио, Ташкент, 2010. — 744 с.